# Макулатурный проезд
Макулату́рный проезд — проезд в историческом районе Коломяги Приморского административного района Санкт-Петербурга. Проходит от улицы Маршала Новикова до Автобусной улицы.

## История
Название проезда в промышленной зоне известно с 1991 года. Официально присвоено 7 июля 1993 года.
Это редкий случай утверждения стихийно возникшего названия в качестве официального.